# Маккейб и мисис Милър
„Маккейб и мисис Милър“ (на английски: McCabe & Mrs. Miller) е американски игрален филм - уестърн, излязъл по екраните през 1971 година, режисиран от Робърт Олтмън с участието на Джули Кристи и Уорън Бейти в главните роли.

## Сюжет
В навечерието на 20 век. Мистериозен картоиграч на име Маккейб пристига в отдалечено селище на Презвитерианската църква в северозападната част на САЩ. Носят се слухове, че веднъж е застрелял известен бандит. След като натрупа малко богатство, играейки игра на карти, Маккейб отваря салон, хазартна къща и публичен дом в града. В това той е подпомогнат от г-жа Милър, опитна проститутка, пристигнала от Сиатъл със забележителен бизнес нюх. Между Милър и Маккейб се създава връзка, въпреки че Маккейб продължава да ѝ плаща по 5 долара за всяка нощувка в леглото. Начинанието на Маккейб и г-жа Милър привлича хора от цялата околия. Голяма минна компания предлага на Маккейб да купи бизнеса му, но той иска неразумно висока цена. След провалените преговори, монополистите изпращат трима стрелци срещу него.

## В ролите
| Актьор         | Роля           |
| -------------- | -------------- |
| Уорън Бейти    | Джон Маккейб   |
| Джули Кристи   | Констанс Милър |
| Рене Обержоноа | Шихан          |
| Уилям Дивайн   | адвокат        |
| Джон Шак       | Смоли          |
| Кори Фишър     | мистър Елиът   |
| Берт Ремзен    | Барт Койл      |
| Шели Дювал     | Айда Койл      |
| Кит Карадайн   | каубой         |
| Майкъл Мърфи   | Сирс           |
| Хю Миле        | Бътлър         |

## Награди и Номинации
- За ролята си като мисис Милър Джули Кристи е номинирана за Оскар за най-добра актриса.

Филмът е поставен от Американския филмов институт в някои категории както следва:
- АФИ 10-те топ 10 – #8 Уестърн
- През 2010 година, филмът е избран като културно наследство за опазване в Националния филмов регистър към Библиотеката на Конгреса на САЩ.